# 2014 YD92
2014 YD92 est un transneptunien  dont l'orbite le classe comme objet épars, de magnitude absolue 6,76. Son diamètre est estimé à plus de 168 kilomètres.